# خوان كونينيونيز
خوان كونينيونيز (بالإسبانية: Juan Quiñónez)‏ هو لاعب كرة قدم ومدرب كرة قدم بيروفي في مركز الهجوم، ولد في 14 يونيو 1987 في ليما في بيرو. لعب مع سبورت بويز ونادي سبورتينغ كريستال ونادي ميلغار أريكيبا.

## وصلات خارجية
- خوان كونينيونيز على موقع قاعدة بيانات كرة القدم.إي يو (الإنجليزية)